# Розлин (Њујорк)
Розлин (енгл. Roslyn) град је у америчкој савезној држави Њујорк.

## Демографија
По попису из 2010. године број становника је 2.770, што је 200 (7,8%) становника више него 2000. године.
| Група             | 2000.         | 2010.         |
| Белци             | 2.142 (83,3%) | 2.105 (76,0%) |
| Афроамериканци    | 60 (2,3%)     | 61 (2,2%)     |
| Азијати           | 158 (6,1%)    | 243 (8,8%)    |
| Хиспаноамериканци | 163 (6,3%)    | 311 (11,2%)   |
| Укупно            | 2.570         | 2.770         |